# مقبرة وينشستر الوطنية
مقبرة وينشستر الوطنية تقع في مدينة وينشستر في مقاطعة فريدريك فيرجينيا . تحت إدارة وزارة شؤون المحاربين القدامى بالولايات المتحدة، وبحلول نهاية عام 2005 ضمت 5561 قبرا.

## نبذة تاريخية
استخدمت الأرض المحيطة بمقبرة وينشستر الوطنية للدفن في وقت مبكر من عام 1862، ولكن بعد الحرب الأهلية خصصت أرض إضافية من قبل الحكومة الفيدرالية وتم تخصيصها رسميًا في 8 أبريل 1866. لم يتم نقل الأرض بشكل قانوني إلى حكومة الولايات المتحدة حتى 1 ديسمبر 1870 عندما تم دفع مالك الأرض جاكوب بيكر 1500 دولار وتم التوقيع على ذلك وتنفيذه. 
أعيد إدخال العديد من جنود الاتحاد إلى المقبرة، بما في ذلك أولئك الذين سقطو في بمعارك المختلفة في وينشستر، ومعركة فرونت رويال ، ومعركة السوق الجديدة ، ومعركة هاربرز فيري ، وكذلك في سنيكرز جاب ، ومارتينسبورغ ، وست فرجينيا ، ورومني ، فرجينيا الغربية .
خضعت أراضي المقبرة لتجديدات كبيرة خلال ثلاثينيات القرن العشرين ، إضافة إلى جدرانها وصيانة المباني التي فيها مع تحسين شواهد القبور.
أدرجت مقبرة وينشستر الوطنية في السجل الوطني للأماكن التاريخية في عام 1996.

## المعالم البارزة
- هناك 14 نصبًا تذكارية لفوج الاتحاد والدول التي يمثلها بعض الجنود المدفونين في المقبرة أو من كان لديهم مشاركين في معركة وينشستر الثالثة. يعود أقدم نصب تذكاري إلى عام 1864 وتم نصبه للمشاة 38 ماساتشوستس. المعالم هي كما يلي:
  - نصب المشاة كونيتيكت الثاني عشر (أقامته ولاية كونيتيكت في 19 أكتوبر 1890)
  - النصب 13 مشاة كونيتيكت (نصبتها ولاية كونيتيكت)
  - 18 نصب المشاة كونيتيكت (أقامتها ولاية كونيتيكت)
  - نصب مشاة نيو هامبشاير الرابع عشر (أقيمت عام 1868)
  - نصب 114 مشاة نيويورك (أقامته ولاية نيويورك)
  - نصب فوج المشاة 123 أوهايو (تم تثبيته في عام 1899 من قبل ولاية أوهايو)
  - النصب 34 مشاة ماساتشوستس الذي يتضمن تمثال نصفي من الرخام للعقيد جورج د. ويلز الذي يجلس فوق قاعدة من الجرانيت
  - نصب مشاة ماساتشوستس الثامن والثلاثون (أقيمت عام 1864)
  - نصب الفرسان ماساتشوستس الثالث (مخصص عام 1888)
  - نصب ماساتشوستس يضم جنديًا برونزيًا فوق قاعدة من الجرانيت (أقامتها ولاية ماساتشوستس في عام 1907)
  - نصب بنسلفانيا (نصب في عام 1890 من قبل كومنولث بنسلفانيا)
  - نصبان تذكاريان لمشاة فيرمونت الثامن (أقيم أحدهما في عام 1885 بواسطة هربرت إي هيل)
  - نصب تذكاري لفيلق الجيش السادس (أقيم بعد فترة وجيزة من الحرب الأهلية).
- هناك أيضًا «نصبان تذكاريان» نموذجان للمقابر الوطنية التي تم إنشاؤها لجنود الاتحاد المعاد إدخالهم. كلاهما بطول سبعة أقدام وست بوصات، وهي مصنوعة من أنبوب مدفعية بحرية، مؤمن بقاعدة خرسانية. يقع واحد على كل جانب من سارية العلم. ولا يوجد نقش على أي من النصب التذكاري.

## روابط خارجية
- إدارة المقبرة الوطنية
- مقبرة وينشستر الوطنية
- مقبرة وينشستر الوطنية في العثور على قبر